# Evangelisch-lutherische Kirche (Sommersdorf)

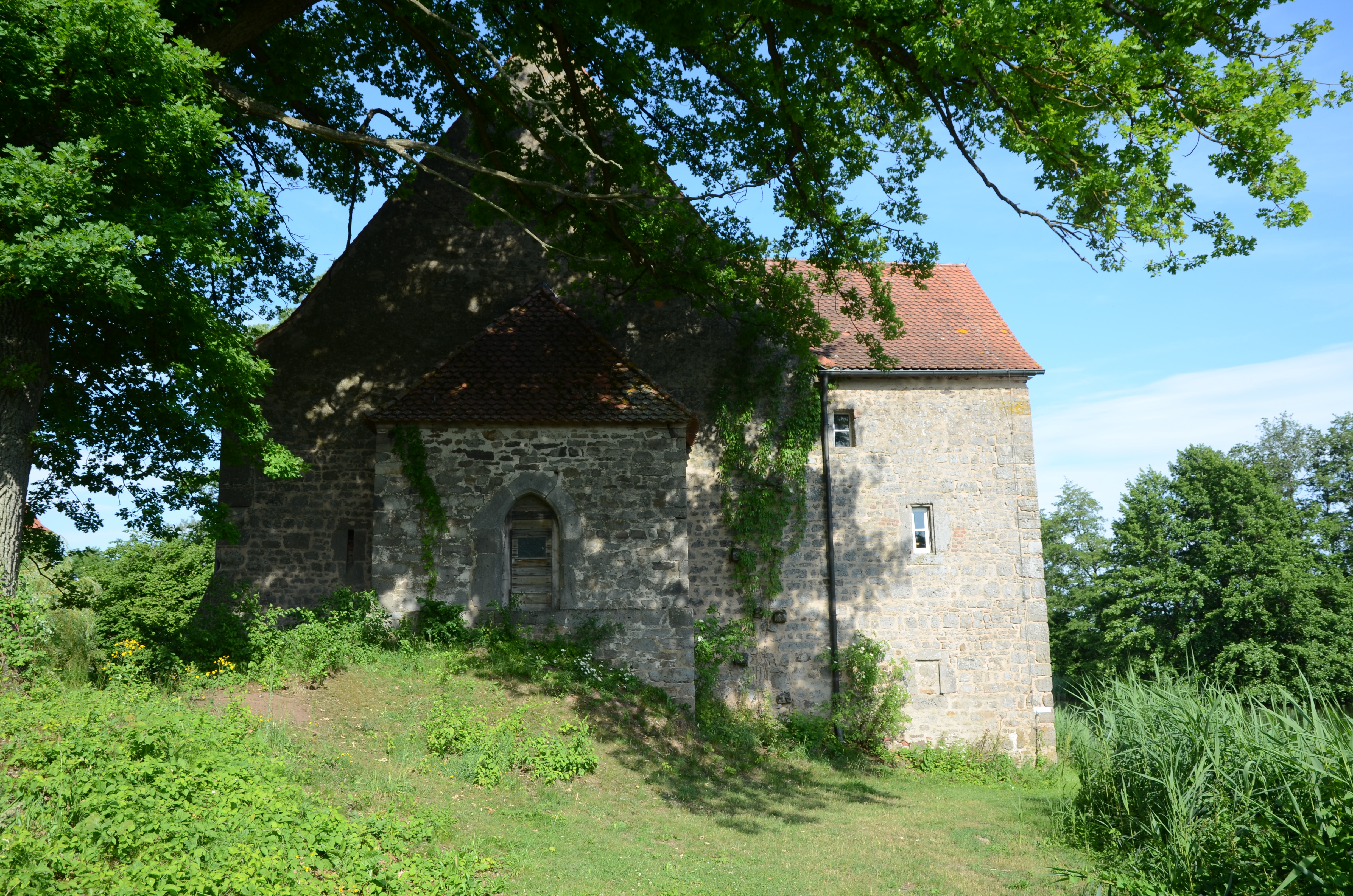
Evangelisch-lutherische Kirche in Sommersdorf

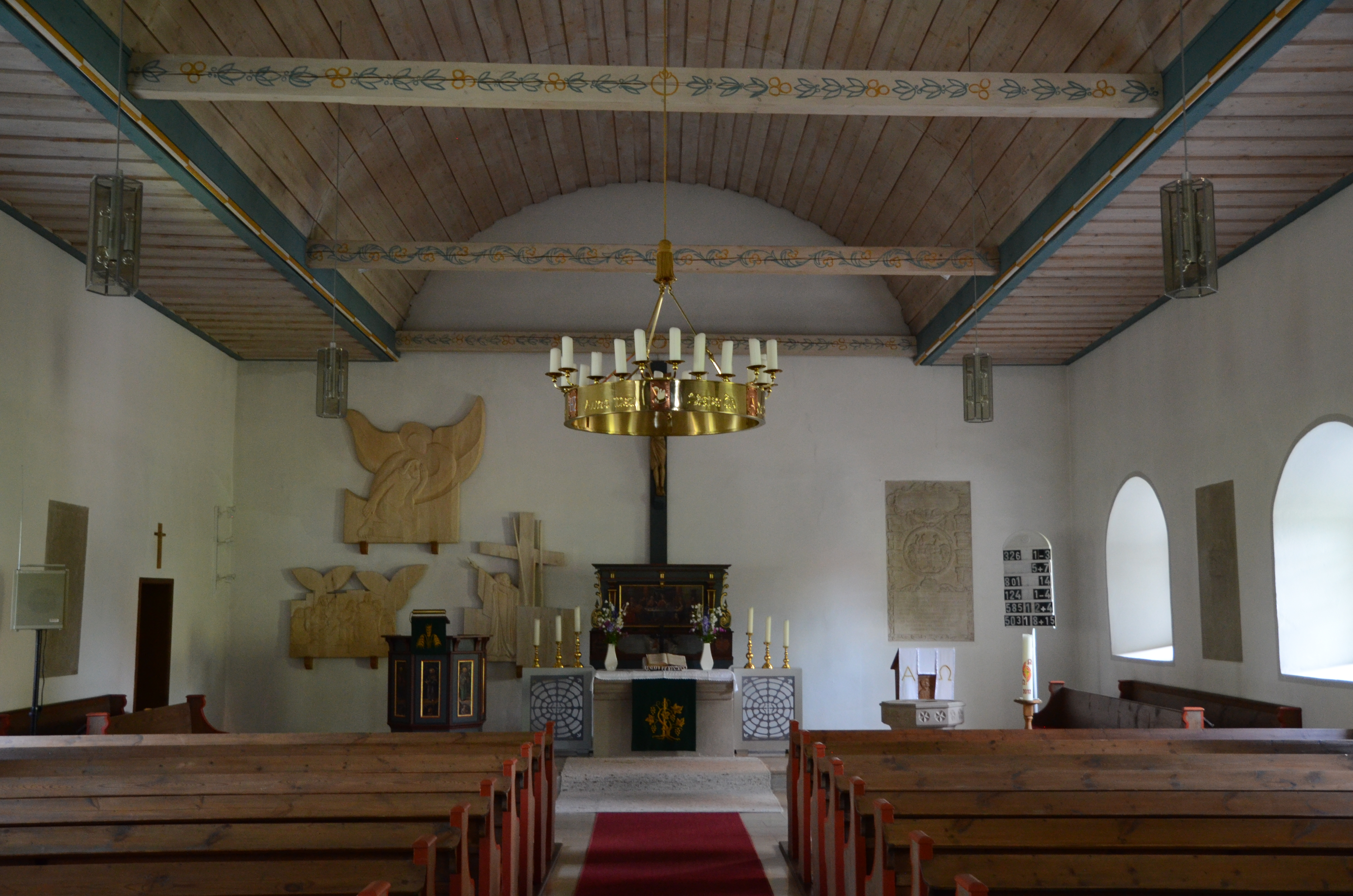
Innenansicht

Die Evangelisch-lutherische Pfarrkirche ist ein denkmalgeschütztes Gebäude innerhalb des Burg- und Schlosskomplexes in Sommersdorf. Sie gehört zum Dekanat Ansbach.

## Kirchengemeinde
Im Jahr 1432 wurde die erste Kapelle in Sommersdorf erbaut. Sie war ursprünglich eine Filiale von St. Laurentius (Großenried). Das Patronat hatten die jeweiligen Besitzer des Rittergutes inne. Die Kapelle wurde der Jungfrau Maria, der heiligen Barbara, dem hl. Stephanus und hl. Sebastian geweiht. Nach der Einführung der Reformation im Jahr 1551 wurde Sommersdorf 1557 zur Pfarrei erhoben. Von 1565 bis 1586 wurde die Pfarrei mit St. Peter (Thann) verbunden, seit 1632 dauerhaft bis heute. 1964 endete das Patronat der Herren von Crailsheim.
Zur Kirchengemeinde gehörten um 1800 die Orte Dierersdorf, Gerersdorf, das Hirtenhaus von Irrebach, Niederoberbach, Reisach und Weiherschneidbach. Neuses wurde 1812 von St. Bartholomäus (Brodswinden) nach Sommersdorf umgepfarrt.
Weiherschneidbach ist spätestens seit 1861 in die Markgrafenkirche gepfarrt. Die Einwohner evangelisch-lutherischer Konfession der ursprünglich rein katholischen Orte Aub, Großenried, Kleinried und Mörlach kamen zur Pfarrei hinzu. 1995 wurde Burgoberbach von St. Bartholomäus (Brodswinden) nach Sommersdorf umgepfarrt. Derzeit (Stand: 2017) hat die Kirchengemeinde 1330 Mitglieder.

## Kirchengebäude
Die ursprüngliche Kapelle wurde 1468 abgetragen und weiter westlich, an der heutigen Stelle bei der Burg, neu errichtet. Das Langhaus wie auch der im Südosten anschließende Turm sind aus Bruchstein verfertigt. Der Turm ist im Untergeschoss rund, die beiden Obergeschosse wurden 1722 neu errichtet und sind achteckig und verputzt. Das Glockengeschoss weist Fachwerk auf. Auf diesem sitzt eine Glockenhaube.
Die im Westen angrenzende Zehntscheune, die in der zweiten Hälfte des 15. Jahrhunderts errichtet wurde, wurde 1923 zur heutigen Pfarrkirche umgebaut. Im Westen wurde eine rechteckige Apsis mit Walmdach angefügt, im Süden eine Sakristei im Zwerchbau. Alle Gebäude sind aus Bruchstein verfertigt. An der Südseite gibt es zwei Rundbogen- und an der Nordseite drei Rundbogenfenster. An der Ostseite gibt es ein Rundbogenportal. Das Langhaus schließt mit einem Satteldach ab.
Der einschiffige Saal schließt innen mit einem holzgetäfelten Tonnengewölbe ab. Eine Empore ist an der Ostseite eingezogen. Auf ihr steht die Orgel der ehemaligen Pfarrkirche. Sie stammt aus der zweiten Hälfte des 18. Jahrhunderts. Sie hat ein fünfteiliges Gehäuse mit geschweiftem Gebälk und geschnitzten Akanthusblenden und ein altes Spielwerk. Die Altarmensa steht an der Westwand, südlich davon ein einfacher achteckiger Kanzelkorb aus Holz, nördlich davon ein achteckiger Taufstein. In der Kirche sind drei Epitaphien der Familie Crailsheim aus dem 17. Jahrhundert eingemauert.